# Kopalnia Węgla Kamiennego Barbara-Chorzów
Das Steinkohlenbergwerk Barbara-Chorzów (polnisch Kopalnia Węgla Kamiennego Barbara-Chorzów; deutsch Gräfin-Laura-Grube) ist ein seit 1993 stillliegendes Steinkohlenbergwerk in Chorzów, Polen.

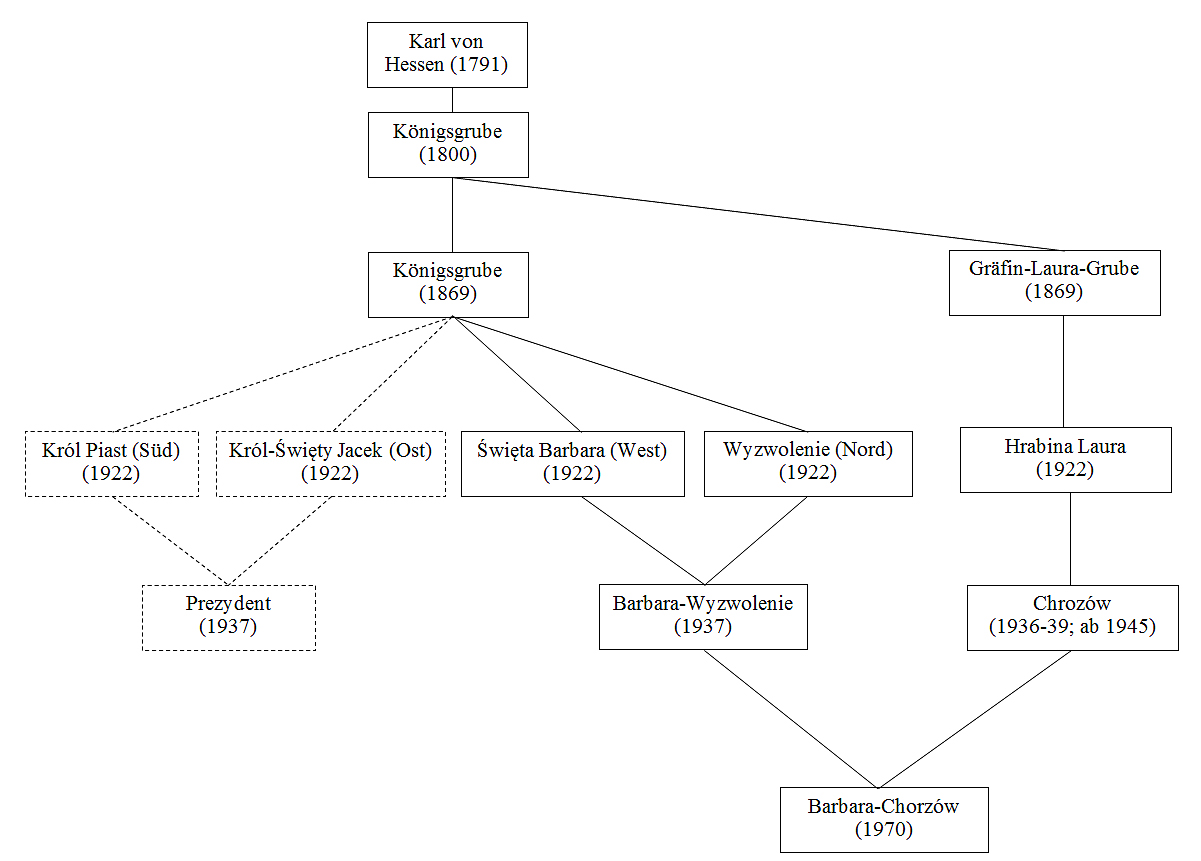
Abspaltungen und Fusionen des KWK Barbara-Chorzów

## Geschichte
Die Geschichte der beiden Bergwerke Königsgrube und Gräfin-Laura-Grube ist eng miteinander verbunden. Anfänglich aus dem Grubenfeld der staatlich geführten Königsgrube herausgelöst, wurde es später mit dem Nord- und Ostteil dieses Bergwerks wieder vereint. Abspaltungen und Fusionen zeigt die nebenstehende Abbildung.

### Die Anfänge der Grube
Dieses Bergwerk wurde 1869 aus Teilen der Reservefelder der Königsgrube geschaffen, die in der Mitte und im Norden von Königsgrube lagen. Sie umfasste die Felder „Gräfin Laura“ mit „Ernst August“ (verliehen 8. August 1857; 1,03 km²) sowie „Gott-gebe-Glück“ (verliehen 5. April 1860; 1,99 km²) und hatte eine Berechtsame von 6,06 km². 1871 wurde das Bergwerk zusammen mit der Aktiengesellschaft Vereinigte Königs- und Laurahütte an Hugo Henckel von Donnersmarck verkauft. Zu diesem Zeitpunkt waren die genannten Felder noch fast unverritzt; Abbau und Förderung wurden erst nach dem Kauf in Angriff genommen. Er war getätigt worden, weil Donnersmarck eine räumlich naheliegende Kohlenbasis für die Königshütte haben wollte. Das Bergwerk benannte er nach seiner zweiten Frau Laura, Gräfin von Hardenberg.

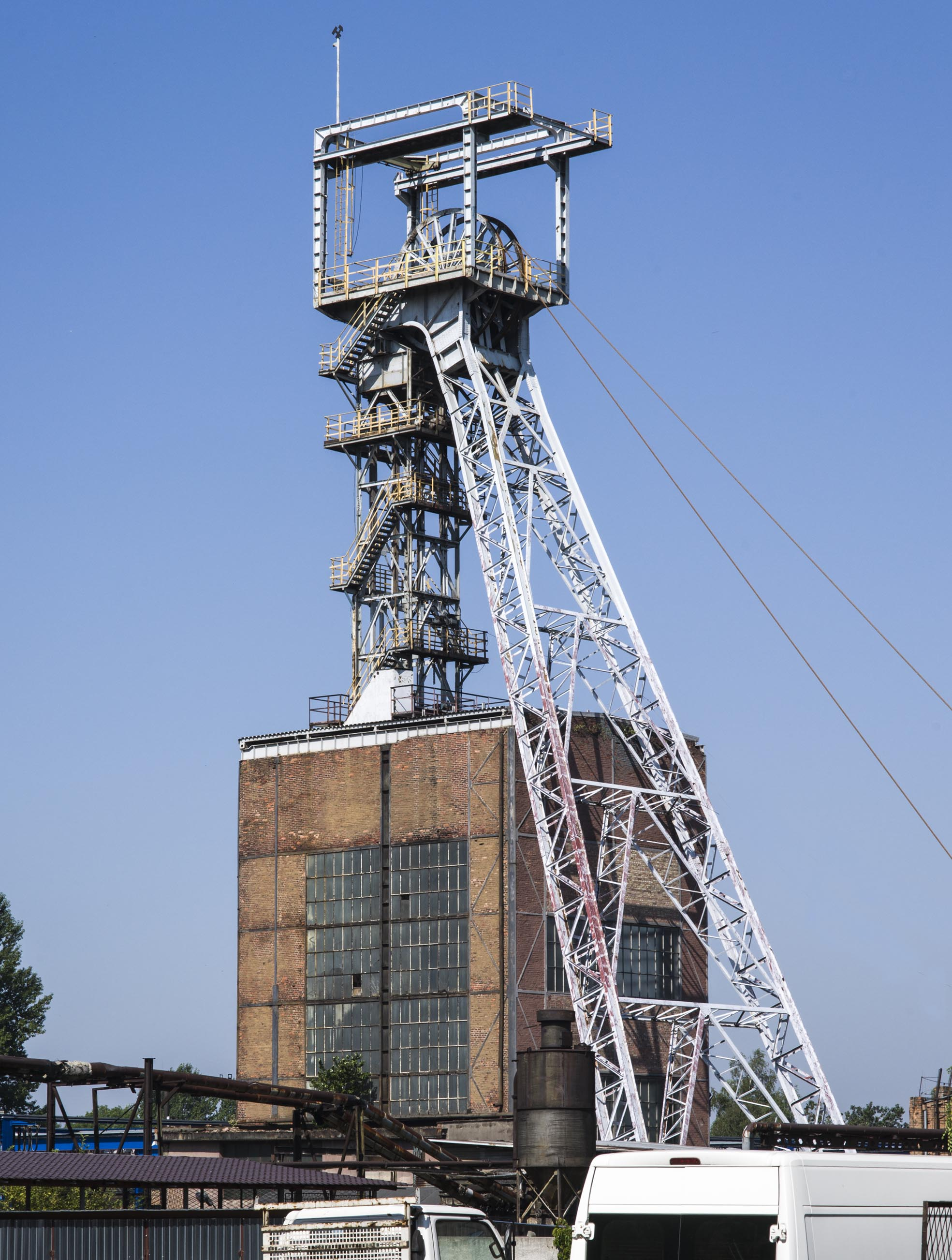
Schacht Kolejowy I

Für die Zeit um 1912 stellt sich die Situation folgendermaßen dar:
- Die in dieser Zeit abgebauten Sattelflöze hatten teilweise eine bedeutende Mächtigkeit (z. B. „Gott-gebe-Glück III“ mit 3,38 m und „Gebhardflöz Niederbank“ mit 6 bis 7 m).
- Die geförderte Kohle war außerordentlich rein und musste nicht aufbereitet werden.
- Der zuerst abgeteufte „Alexanderschacht“ mit 168 m Teufe war außer Betrieb.
- Das Bergwerk verfügte über zwei Hauptschachtanlagen:

1. Hugo (Lage) mit den Schächten I (184 m; 2. Sohle) und II (340 m; Doppelförderung; 4. Sohle; Wasserhaltung)
2. Bahn-Schachtanlage (Lage) mit den Schächten I (312 m; 4. Sohle; Wasserhaltung) und II (312 m; 3. Sohle; Spülversatz)

- Im Nordosten der Berechtsame wurde zu dieser Zeit der „Gott-gebe-Glück-Schacht“ abgeteuft, der der Seilfahrt und dem Materialtransport dienen sollte.
- Daneben gab es vier Wetterschächte, zwei davon ein- und zwei ausziehend.
- Im Feld „Ernst August“ (Lage) erfolgte eine intensive Verfüllung des Alten Mannes, teils mit Schlacke aus den Hochöfen der Königshütte, teils mit Sand. Zum Transport der Schlacke diente eine Seilbahn.
- „Alexanderschacht“, die Schachtanlage Hugo, die Bahnschächte und der „Ernst-August-Schacht“ waren durch Querschläge untertägig miteinander verbunden.

### Die Zeit von 1922 bis 1939
Nach der Teilung Schlesiens 1922 wurde das Bergwerk zusammen mit der Königs- und Laurahütte Teil der „Górnośląkie Zjednoczone Huty Królewska i Laura S.A“, die Zeche erhielt den Namen Hrabina Laura und die beiden Schachtanlagen firmierten unter den Bezeichnungen „Szyby Kolejowy“ und „Szyby Hugona“. Als Folge der großen Wirtschaftskrise am Ende der 1920er und Anfang der 1930er Jahre kam es am 30. März 1932 zur Stilllegung des Bergwerks.
Nach der Liquidierung der „Königslaura“ 1936 gehörte das Bergwerk der „IG Kattowitz für Bergbau und Hüttenwesen“ („Wspolnota Interesow Gorniczo-Hutniczych“). Es erhielt in diesem Zusammenhang den Namen Kopalnia Chorzów.

### Gräfin Laura während des Zweiten Weltkriegs
Nach dem Überfall Deutschlands auf Polen wurde die Gräfin-Laura-Grube 1940 gesümpft und die ersten Kohlen (10.360 t) wieder zu Tage gehoben. Ende 1941 wurde sie Teil des deutschen Konzerns „Berg- und Hüttenwerksgesellschaft Karwin-Trzynietz“ mit Sitz in Cieszyn/Teschen.

### KWK Chorzów
Nach dem Zweiten Weltkrieg wurde das Bergwerk Teil der ZPW Bytom und trug – wie schon in den Jahren 1936 bis 1940 – den Namen Chorzów. Im Zusammenhang mit dieser erneuten Verstaatlichung und Umorganisation wurden im Norden liegende Teil des Grubenfeldes an die Bergwerke Andaluszja und Rozbark abgegeben.

### KWK Barbara-Wyzwolenie
Die Berechtsame der Königsgrube/Król, die eine Größe von 25,57 km² hatte und aus der schon 1870 die Gräfin-Laura-Grube ausgegliedert worden war, war 1922 in vier Bereiche aufgeteilt und zunächst wie viele andere ehemalige preußische Fiskalzechen in Ostoberschlesien von der Skarboferm betrieben worden. Während der Nazi-Besatzung hatte man das West- und das Nordfeld zu einer Betriebsgemeinschaft zusammengefasst, die ab 1945 den Namen Barbara-Wyzwolenie trug.
Auch war damals eine Zusammenfassung des Süd- und des Ostfeldes zu Prezydent erfolgt, einer Anlage, die später im Bergwerk Polska aufging.

### KWK Barbara-Chorzów
1970 wurde das Bergwerk Barbara-Wyzwolenie wieder mit der Gräfin-Laura-Grube/KWK Chorzów unter dem Namen Barbara-Chorzów vereinigt. In diesem Zusammenhang wurde die Förderung im Nordfeld („Wyzwolenie“) eingestellt und die gesamte Kohle auf den Bahnschachtanlagen („Kolejowy 1/2“) zu Tage gehoben. Dies war möglich geworden, da der Schacht „Kolejowy 1“ im Jahr 1957 ein neues Fördergerüst erhalten hatte und über zwei Skipgefäße zu je 9,5 t verfügte. Auch hatte es darüber hinaus seit dem Ende des Zweiten Weltkriegs zahlreiche Modernisierungen und Erweiterungen des Bergwerks gegeben. Der Schacht „Zygmunt August II“ diente als Wetterschacht und als Spülschacht (zum Einbringen des Spülversatzes). 1949 erhielt er einen neuen Grubenlüfter und einen gemauerten Förderturm. Anfang der 1970er Jahre konnte auf der 630-m-Sohle die Förderung aufgenommen werden.
Infolge des Zusammenschlusses wurden die Anlagen „Barbara 1/2“ und „Wyzwolnie 1/2“ nur noch als Außenanlagen für Wetterführung, Materialtransport und Seilfahrt genutzt.
Da sich nach dem Ende des Kommunismus in Polen herausstellte, dass die Kopalnia Barbara-Chorzów defizitär arbeitete, erfolgte am 24. November 1993 die Stilllegung des Bergwerkes.

## Gegenwart
Seit 1996 werden die Schächte Kolejowy 1 und Zygmunt August II für die zentrale Wasserhaltung genutzt.
Im Jahr 2014 gab es eine Presseerklärung durch die „Gruppe Fasing“, innerhalb von zwei Jahren den Bergbau auf Barbara-Chorzów wieder aufnehmen zu wollen. Diese Nachricht wird durch einen Zeitungsbericht der Dziennik Zachodni vom 4. Februar 2015 bestätigt.

## Förderzahlen
Gräfin-Laura-Grube/Chorzów 1873: 458.023 t; 1913: 968.556 t; 1965: 833.619 t
Barbara-Wyzwolenie 1938: 1,14 Mio. t; 1965: 1,31 Mio. t
Barbara-Chorzów 1970: 1,98 Mio. t; 1979: 1,72 Mio. t